# 论辩证唯物主义和历史唯物主义
《论辩证唯物主义和历史唯物主义》（俄语：О диалектическом и историческом материализме）是《联共（布）党史简明教程》的第四章第二节，由斯大林撰写。

## 内容
斯大林将辩证法概括为“四个基本特征”，将唯物主义概括为“三个基本特征”，论述了历史唯物主义，认为生产发展有“三个特点”：
同形而上学相反，马克思主义辩证法认为：
1. 把自然界看作有联系的统一的整体
2. 把自然界看作不断运动和变化、不断更新和发展的状态
3. 把发展过程看作从量变到质变的过程
4. 从低级到高级的发展过程是通过这些矛盾基础上活动的对立倾向的“斗争”进行的

同唯心主义相反，马克思主义哲学唯物主义认为：
1. 世界本质是物质的
2. 物质是第一性的；意识是第二性的，是物质的反映；思维是物质的产物，即人脑的产物
3. 世界及其规律完全可以认识，没有不可认识的东西；关于自然界规律的知识，经过经验和实践检验，是具有客观真理意义的、可靠的

从哲学唯物主义原理推广去研究社会生活和社会历史，历史唯物主义认为：
1. 决定社会面貌、决定社会制度性质、决定社会从这一制度发展到另一制度的主要力量是物质资料的生产方式
2. 生产方式的变化必然引起全部社会制度、社会思想、政治观点和政治设施的变化
3. 人们的生产关系依赖社会生产力而变化，与这些变化相适应地发生变化。与生产力发展相适应，“历史上有五种基本类型的生产关系：原始公社制的，奴隶制占有制的，封建制的，资本主义的，社会主义的。”